# 工藤ララ
工藤 ララ（くどう らら、2001年3月9日 - ）は、日本のAV女優。ジールグループ所属。

## 略歴
2020年6月、SODクリエイトの配信先行レーベル「エモい女の子。」の専属女優「伊藤はる（いとう はる）」としてAVデビュー。現役の東京藝術大学の学生とされていた。同年8月に小学館から発売されたデジタル写真集でのプロフィールでは「東京藝術大学音楽学部在学中」（当時）となっている。
一時活動を休止した後、所属事務所をジールグループに移籍。2021年より企画単体女優「工藤ララ」として活動を再開。企画単体以降は芸名のクレジットされない素人設定作品への出演が増え、「月刊FANZA」2022年1月号では「名前を観ることは少ないかもしれないがロリ界の超新星としてメーカー引っ張りだこ」と記述された。月刊FANZA発表「このAV女優がすごい!2021年冬」女優編第6位。「このAV女優がすごい!2022夏」女優編1位。月刊FANZA発表「このAV女優がすごい!2022冬」女優編第3位選出。
2023年9月29日、約4年ぶりに開催された「第12回アニクラTMA AV女優と逢えるアニソン＆J-POPイベント4年ぶりの返り咲き『復活響宴』」（新宿ロフト）に出演。
2025年5月5日週FANZA動画フロアランキングにて、同年2月発売の『伝説の同人CG作品を映像化！！ 実写版！子産み島 前編～週7で産めるメスたち～ 天馬ゆい 弥生みづき 工藤ララ』（Fitch）が7位に浮上した。
同年6月16日週FANZA動画フロアランキングで2024年に出演、発売した『福袋 円光タダまん 美少女生中出し18名収録 総尺40時間41分（2441分）』（First Star）が1位に上昇した。

## 人物
大阪府出身。
3歳からピアノを習う。人生で一番の贈り物は、中学1年生の時、両親にプレゼントされたグランドピアノ。ピアノおよび鍵盤楽器はクラシック一筋だったが、好きな楽曲はダンスミュージック（EDM）。音楽を続けるうえで一番難しいことは「諦めないこと」。「自分の体調やテンションによって（音が）変わってしまうところ」と述べている。
学生時代は厳しい家庭で育ったこともあり、いわゆる遊びをしたことがなく、前述のピアノを始め、水泳、学習塾、バレエ、新体操を並行して習う。学校→習い事→門限→帰ってからピアノの練習というルーティーンだったが、つらい気持ちはなく、両親に厳しく育ててくれたことには感謝している。AVライターの隠語魔はインタビュー取材を通じ「頭がよく誠実」「育ちがよく所作に品がある」と印象を記述している。
大学で音楽を専攻していたが挫折を感じて休学。何もできないと感じていた時にスカウトされてAV女優となった。貯金をしたかったという軽い気持ちで飛び込んだという。
ピアノの挫折理由を体が小さく、手も小さいため、弾けない曲が多いと感じたことと答えており、一方でAV業界ではコンプレックスに感じていた身体の小ささが武器になったことに喜びを感じているとしている。
初体験は高校3年生の時にカラオケボックスで。
AVデビュー以降、演技に興味を持ち、2021年時点ではいのいちばんに監督に演じる役の年齢設定や性格、場面における心情を聞いてから撮影に臨んでいる。これはピアノ経験から感覚を掴むのが大事だと理解しているためで、台本は当日までに読み込んでいく。ブレザー(季節状況によっては着てないことがある)とブラウスと吊りスカートの組み合わせの制服を着る機会が多いのだが作品ごとに使い分けができている。サスペンダーの構造も熟知しており制服を元の状態に着直すのが早い。
「伊藤はる」名義では生年月日を2001年4月30日、ジーグループ移籍以降は2001年3月9日としている。

## 作品

### アダルトDVD
- エロ可愛いの天才 低身長142cm 大阪弁のエンジェル 現役音大生 伊藤はる(19) デビューDVD（8月27日、SODクリエイト）
- エロ可愛い ミニっ娘 142cm 現役音大生 はるちゃん 8SEX 4時間（12月24日、SODクリエイト）

- ひよこ女子がお宅訪問! 甘えんぼWパイパンビッチーズ。松本いちか 工藤ララ（5月20日、ひよこ）
- 「パパの赤ちゃんが欲しいの!」 小さすぎる連れ子とパパのいびつな愛の日常、そして中出しへと…（6月10日、ひよこ）
- 娘に喰わせてもらってます。工藤ララ（7月2日、ワープエンタテインメント）
- 工藤ララ レズ解禁 カメラマンの従姉に恋した私 工藤ララ 枢木あおい（7月8日、アイエナジー）
- 姪っ子たちとの温泉旅行で一緒に男湯入浴中、ちびっ子W尻挟み撃ちで10発イタズラ射精させられまくったボク 松本いちか 工藤ララ（7月13日、MOODYZ）
- 大嫌いな上司の最愛の1人娘を、イラマで喉がばがば奴隷にしてやりました。 2人目 ララちゃん（7月22日、ひよこ）
- 日焼け跡が残る娘を犯し続ける父親近親相姦映像（7月23日、I.B.WORKS）
- 人生最大のデカマラが幼妻のワレメを快感ブチ抜き!! 黒人姦通NTRナマ中出しFUCK 工藤ララ（8月1日、ワンズファクトリー）
- 個人撮影会で暴走した巨漢キモオタに種付けプレスされてロリっ娘アイドル半べそアクメ 工藤ララ（8月13日、MOODYZ）
- 異国の置屋で出会った 142cm いたいけな小さな天使をスカウティング 祝解禁! 東南アジアS○X渡航 工藤ララ（8月19日、SODクリエイト）
- 日焼け跡の残る連れ子姉妹 工藤ララ 永野いち夏（8月27日、TMA）
- 夏休みキャンプ場管理人による日焼け美少女野外わいせつ映像（8月27日、I.B.WORKS）
- ワケあり家出娘を自宅に招き入れ監禁レ×プ キモいおじさん好みに調教され続けた私 工藤ララ（9月3日、h.m.p）
- 無邪気なパンチラ誘惑から即フル勃起射精! 小悪魔ロリ3姉妹!（9月7日、MARRION）
- 顔出し解禁!! マジックミラー便 未成年素人 生まれて初めての素股編 vol.02ギンギンに勃起したち○ぽを素人娘が赤面まんコキ! 恥じらいながらも濡れてしまった10代うぶオマ○コにヌルっと挿入で激イキ絶頂!! 2枚組10時間!! 総勢20人全員SEXスペシャル!（9月21日、DEEP'S）
- 羞恥! 青少年男女混合 全裸体力測定2021（9月23日、サディスティックヴィレッジ）
- ネズミ講式非道の連鎖!下校中のお嬢様学校の女子○生! 巻き添えレイプ! 「自分だけ不幸だと明日から学校行けないよね?嫌いな子をもっと酷い目に合わせちゃいなよ?」と、表面上は仲良しだけど、心の底ではクソ嫌いな"自称親友"を呼び出させ首絞め!鬼イラマ!イカせる激ピスでエンドレス中出し（9月23日、サディスティックヴィレッジ）
- 街行く女子〇校生が制服姿で"固定電マ"ツイスターゲーム! 羞恥ポーズで敏感おま〇こを刺激され痙攣イキ!!人生初の中出しメス堕ちSEX!! 2（9月23日、サディスティックヴィレッジ）
- 日焼け跡が残る連れ子がドンピシャリ ララ142cm（9月24日、I.B.WORKS）
- 単身赴任の僕の所へ遊びに来た義娘二人にママの代わりと痴女られ続けた二日間。工藤ララ 高瀬りな（10月5日、MOODYZ）
- 撮影見学その場でデビュー 〜他人のセックスにおま○こがジュンジュンして我慢がきかない女の子たち〜（10月5日、桃太郎映像出版）
- 強制ねじ込みベロキス痴漢（10月7日、ナチュラルハイ）
- マジックミラー号ハードボイルド 街行く女子〇生がおま〇こ丸出し拘束されたまま何度もイカされ絶頂潮吹き! 人生初の快感に火照りが止まらない素人娘はデカチンを見せつけられると連続中出しも拒めない! 2 中出し合計11発（10月7日、サディスティックヴィレッジ）
- まいごの全裸少女を森で見つけて性欲が抑えられない 失踪少女に強○セックス・種付けプレス 工藤ララ（10月19日、ドグマ）
- アナルのシワの数までハッキリわかる! ノーモザイク 連続絶頂アナル見せオナニー 5（10月21日、アイエナジー）
- 美少女 集団輪姦倶楽部 ララ M女育成 親からの愛に飢えている美少女は欲望剝き出しのキモデブおじさん専用SEXドール。（10月22日、I.B.WORKS）
- 午前10時 学校どうしたの… ララ（10月23日、ビッグモーカル）
- ミニマムなチクビッ痴の連れ子に妻の目を盗み毎日乳首責め射精させられています。（11月2日、LUNATICS）
- 幼性発見! 念願のちびっ子パイパンロ●ータ捕獲! ララちゃん144cm（11月5日、GLAY'z）
- 銭湯レズ連鎖痴漢 いいなりウブ娘を利用した芋づる式レズ計画（11月11日、ナチュラルハイ）
- 僕のことを好きすぎる天使のようなひよこ女子の"ぺろぺろ誘惑"、そして中出しへと…（11月11日、ひよこ）
- 駅弁露出 抱っこSEXが大好き!! パイパン微少女をパンパンパン!（11月11日、SUN）
- ウブな天然メスガキ小悪魔ちゃん 冴えないオジ教師を翻弄ロリ誘惑 工藤ララ（11月16日、無垢）
- 小さなパイパン少●中出し 〜性癖異常者の猥褻行為〜（11月16日、姦乱者/妄想族）
- 放課後ラブホで生徒三人に痴女られ囲まれ、挟まれ、中出しさせられた担任教師の僕。 工藤ララ 花音うらら 永野いち夏（11月23日、痴女ヘブン）
- ウブな女子○生が指3本奥までブッ挿しマン汁垂れ流し自撮りオナニー! イッタ直後のおま○こにデカチンねじ込み即ハメ! 「ダメぇぇ! 今イッちゃったばかりだよぉ!」 絶頂直後の超敏感ヒクヒクおま○こに怒涛のイクイクおかわり激ピストン!!（11月26日、赤面女子）
- 性の知識がない家出少女の手コキでサプライズ男潮! おしっこされたと勘違いして逆襲聖水スプラッシュ倍返し 工藤ララ（12月7日、MOODYZ）
- 女子●生 哀玩調教 工藤ララ（12月7日、アタッカーズ）
- 汚じさんに飼われるくらいが良い頃合い ララ139cm（12月7日、山と空/妄想族）
- サエない僕に同情した女子校生の妹に「擦りつけるだけだよ」という約束で素股してもらっていたら互いに気持ち良すぎてマ○コはグッショリ!でヌルッと生挿入! 「え!? 入ってる?」でもどうにも止まらなくて中出し! 11（12月9日、アイエナジー）
- ナチュラルハイ年末スペシャル 痴漢OK娘 2021 総勢10名 2枚組8時間 完全版（12月9日、ナチュラルハイ）
- クソ生意気なメスガキを鷲掴みピストンでわからせる 工藤ララ（12月21日、MOODYZ）
- 第2章 142cmララと再会! 希望に満ちた天使が何故…?『お世話になりました…』幸せ夢見た娘は精神をボロボロにされ再び… 結果と代償!（12月21日、FOCUS/妄想族）
- スクール水着の少女達の尻コキ・素股・フェラチオご奉仕 完全撮り卸 10人4時間（12月21日、無垢）
- 男湯で出会った痴女っこ6 突然のベロちゅうと抱っこSEXで迫られ我慢できず何度も膣射 増量SP（12月23日、ナチュラルハイ）
- 暗がり主観映像でヌキやすい! 突然現れた女の子にいきなりフェラされて2連続発射（12月23日、DANDY）
- 「気弱な子だと思ったら…」 痴漢したオヤジを死角に連れ込み精子が出なくなるまで説教射精させる痴女子○生 VOL.2（12月23日、DANDY）
- 「叔父さんに逢いにきました…。」 田舎暮らしの叔父さん大好きな姪っ子 工藤ララ（12月24日、I.B.WORKS）
- きみは中出しなんてされないと思いながら僕に近付いてきた 工藤ララ（12月27日、First Star）
- 再婚相手の連れ子 ララちゃん（12月28日、思春期.com）

- 田舎の工業学校は暇すぎて毎日パンチラ誘惑でデカチン漁りしかヤルことがない! 工藤ララ（1月4日、ワンズファクトリー）
- 希望を胸にやってきた新人メイドを朝から晩まで種付け痙攣性処理調教 嫌悪しか感じない男に泣きたくなるほど犯されて… 工藤ララ（1月11日、e-kiss）
- 生徒会長レズビアン雌奴隷 ～悪魔のような美少女の微笑みマゾ調教～ 浅井心晴 工藤ララ（1月11日、ビビアン）
- 素人ヘアヌード大図鑑 ～身長150cm未満ミニマム女子学生編～（1月11日、S級素人）
- 少女の黒髪に発射したい 工藤ララ（1月13日、RADIX）
- メスガキおむつ妖精 工藤ララ（1月14日、三和出版）
- 雛［小さな子］を育てる変態サイコな大人たち ～催眠館のショータイム 工藤ララ（1月25日、ヒプノシスRASH）
- ド変態ドMに三点責め! 乳首責めアナル舐め手コキ（1月25日、SEX Agent/妄想族）
- 工藤ララ 女子校生 中出し20連発（1月27日、アイエナジー）
- アナルのシワの数までハッキリわかる! ノーモザイク連続絶頂アナル見せオナニー 8（1月27日、アイエナジー）
- 父親に犯され続ける娘の近親相姦映像 工藤ララ（1月28日、I.B.WORKS）
- 一般男女モニタリングAV 近親相姦しちゃった家族のその後まで追跡スペシャル マジックミラーの向こうには家族想いの父親! 巨乳の母親と女子○校生の妹が童貞息子を親子丼3Pで筆おろし中出し!! …した後日談:母と兄と妹の何度も繰り返される超禁断のW近親相姦を家庭内盗撮 2（2月1日、DEEP'S）
- 売、春、痴、●、女。 ～訳あってカラダを売って生きる女のコの物語～ 工藤ララ（2月8日、バルタン）
- 濡れてテカってピッタリ密着 神スク水 工藤ララ（2月10日、親父の個撮）
- 妹にフェラを教え過ぎた…「もう射精してるってばぁ」状態で顔射後もノンストップで追撃こねくり連射される僕（兄） 工藤ララ（2月15日、MOODYZ）
- ＜超極限・近親相姦映像＞ 生まれてこの方、父親しか知らない性玩具の名は、牢獄（ハコ）入り娘。 工藤ララ（2月15日、ドグマ）
- う～ば～chan Vol.001（2月15日、素人まっちんぐEX/妄想族）
- まだ性の知識ゼロの義理の娘にじっくりネッチョリ乳首責めを教えて、上手に出来たご褒美で乳首こねくり中出しを教えてしまった… 工藤ララ（2月22日、本中）
- 素人女子校生ナンパ セックス覚えたての好奇心旺盛女子が初めての乳首責めに挑戦! 「男の人も乳首感じるんですか?」 悶絶して勃起するM男相手にドS性が開花! 乳首をイジリながら騎乗位で腰を振りまくる!（2月23日、アイエナジー）
- 温泉レイプ特選獲物集 嫌がる女を辱め力ずくの鬼畜姦18人 + 新作撮り下ろし（2月23日、ナチュラルハイ）
- P活成り上がり外伝 工藤ララ（3月1日、バビロン/妄想族）
- ロ●専科 最高に可愛い美少女お泊りハメ撮り中出しSEX 工藤ララ（3月5日、GLAY'z）
- 無垢15周年記念作品 田舎 工藤ララ（3月15日、無垢）
- 小さなパイパン近親中出し～鬼畜家族による強制猥褻行為～ララ142cm（3月15日、姦乱者/妄想族）
- 失禁するまでくすぐりしてみた 2（3月22日、SEX Agent/妄想族）
- アナルのシワの数までハッキリわかる! ノーモザイク連続絶頂アナル見せオナニー 9（3月24日、アイエナジー）
- 先生を狂わすマセガキ日焼けロ○ータ 142cmララ（3月25日、I.B.WORKS）
- 日焼け姪っ子姉妹 工藤ララ 渚みつき（3月25日、TMA）
- BBP ビッグブラックペニスに堕ちた少女 工藤ララ（4月5日、アタッカーズ）
- インモラルレズビアン ～身長差、年の差、セフレの娘～ 工藤ララ 小早川怜子（4月5日、U&K）
- SENZ TV パパママ頑張れ!! ぬるぬるローションでスポーツ大好き仲良し家族対抗ハメハメ合戦 2022  軟体も長身も大集結! 射精とローションを制して優勝賞金100万円を目指せ! 工藤ララ 夜空奈歩 若宮穂乃 葵百合香 前乃菜々 真崎理恵子（4月7日、SODクリエイト）
- 140cmの小さな体がぐわんぐわん揺れる激ピスで何度も何度もイカせれば僕とララちゃんは絶対両想い 工藤ララ（4月12日、宇宙企画）
- トー横卍（4月12日、MERCURY）
- 娘を肉体的支配している伯父のもとに一週間預けられたーわたし。（4月12日、Hunter）
- 隣の変態大家に乳首でイカされ毎日犯されてます 工藤ララ（4月13日、unfinished）
- 嫁の連れ子がド痴女。愛くるしい笑顔とはギャップすぎるテクで中出しまで誘惑してくる 工藤ララ（4月19日、MOODYZ）[14]
- 逃げてもパパは助けにこないよ? 共働きで兄貴と奥さんの不在中に姪っ子を標的にして… ゼロ距離壁際追込み極狭空間で種付けプレス 工藤ララ（4月19日、本中）[14]
- 痴漢師に満員電車の中で下着姿にされ見られる羞恥で抵抗できない敏感女 6  ちび女子○生限定SP（4月21日、ナチュラルハイ）
- ママに内緒でパパを寝取る娘の家庭内NTR近親相姦記録映像 工藤ララ（4月22日、TMA）
- 最強属性 55 工藤ララ（4月29日、最強属性）
- 上司の自宅で不倫していたら奥さんが帰宅してきて子どもに成りすまし! こっそり浮気SEXし続けた3日間 工藤ララ（5月3日、MOODYZ）
- 鉄フックマ○コ引き裂き失禁拷問 生意気143cm女子○生監禁ロリワレメ絶頂 工藤ララ（5月3日、ワンズファクトリー）
- 先輩に恋愛相談したら子作りセックスを教え込まれた! 工藤ララ（5月5日、プラネットプラス/アンビバレンツ）
- 清純無垢な制服美少女中出し性交12人4時間（5月5日、GLAY'z）
- 黒ストッキングの下のグチョ濡れオマ●コ見せつけ何度もイキまくるJ●自画撮り投稿オナニー16人4時間（5月5日、GLAY'z）
- 小悪魔美少女にねっとり調教された中年教師 工藤ララ（5月10日、AVS collector’s）
- ちっちゃな姪っ子を川の字で挟んで悪戯する最低巨漢叔父さん 工藤ララ（5月12日、電脳ラスプーチン）
- うぶっこ固定健康診断 発育期の過敏マ○コがダメになるまでこねくり触診イカセ（5月12日、ナチュラルハイ）
- 思春期女子痴漢 うぶな女子○生にせんずりを見せつけて発情いいなり計画（5月12日、ナチュラルハイ）
- あどけない顔して本性ドS美少女がおじさん捕まえて中出しさせる（5月17日、姦乱者/妄想族）
- 円光タダまん えっちなおまじない 工藤ララ（5月27日、First Star）
- 両親の居ない日、僕は妹と精子が枯れるまで1日中ヤリまくった。 工藤ララ（5月27日、TMA）
- ○学生美少女銭湯集団輪姦 工藤ララ（5月27日、I.B.WORKS）
- 異世界美少女エ●ス＆ロ●シー×中出し集団輪姦 & ギロチン3穴串刺しファック ララ & なぎ（5月27日、TMA）
- 女子○生の敏感乳首健康診断（6月1日、OFFICE K’S）
- この妹、凶暴につき 工藤ララ（6月7日、DEEP'S）
- 「だいちゅきメガチ○ポ先生!」 W痴女っ子ロ～リ～タは黒人デカマラが大好物! ハーレム小悪魔ワールドファック 工藤ララ 冬愛ことね（6月7日、ワンズファクトリー）
- 求ム! セックス未経験者 数珠繋ぎ集団童貞卒業式 工藤ララ（6月14日、ROYAL）
- 「私に服従してくれる?」 男を手玉に取り優越感に浸る放課後の小悪魔 工藤ララ（6月14日、犬/妄想族）
- 家賃の代わりに母親に売られた少女 監禁調教7日間 微乳少女を飼いならす 工藤ララ（6月21日、無垢）
- 羞恥! 思春期発育状況検査会 3 ～健康優良児・第二次性徴の測定と性交実態調査～（6月23日、サディスティックヴィレッジ）
- 「先生、赤ちゃんが欲しいの」 僕を誘惑する教え子と不埒な約束 工藤ララ（6月24日、TMA）
- 親には内緒の妹近親相姦逃避行 142cmララ（6月24日、I.B.WORKS）
- 制服緊縛 伯父さま… 私を緊縛調教してください。その為だったら私は奴隷になります。 工藤ララ（6月28日、AVS collector’s）
- デリヘル呼んだら妹が来た! 結果、お店に内緒で中出し本番セックスする事になる 5（7月5日、GLAY'z）
- 思春期のカルテ 工藤ララ（7月8日、三和出版）
- 未熟ないもうとのぱいぱんま○こに中出し 工藤ララ（7月12日、K-Tribe）
- 天然パイパンお留守番少●中出し ～性癖異常者の猥褻行為～ ララ142cm（7月19日、姦乱者/妄想族）
- 鬼畜父の性玩具 彼氏との仲を引き裂かれた制服美少女 工藤ララ（7月20日、プラネットプラス/アンビバレンツ）
- 素人バラエティ 合宿に来ていた水泳部スレンダーJ○の競泳水着を脱がせて背後からノンストップ乳首責め 敏感なおっぱいの先っちょをしつこく攻められ腰をクネらせて人生初のビーチク失禁イキ潮!! 発情オマ○コを激ピスされたら中出しもすんなりOKしちゃう!?（7月21日、サディスティックヴィレッジ）
- 両親が再婚して僕はメスガキ生意気姉妹にむちゃくちゃ搾精された。 松本いちか 工藤ララ（7月22日、TMA）
- パパとママが至近距離にいてもお兄ちゃんの大きなシャツ借りて求愛抱っこSEXで逃がさず何発も膣射させる痴女っこロリータ義理妹 工藤ララ（7月26日、本中）
- 百合活で知り合った子はクラスでも目立たない地味な優等生だった。 工藤ララ 佐藤ののか（7月26日、レズれ!）
- 暗黒性奴隷 工藤ララ（8月2日、アタッカーズ）
- レズ解禁 先生は渡さない 広仲みなみ 工藤ララ（8月2日、アタッカーズ）
- 姪っ子調教日記 6 工藤ララ（8月9日、K-Tribe）
- ダッサい嫁で精子無駄撃ちするぐらいなら ウチらがパコって全部ごっきゅん丸呑みしてあげる メスガキギャルズのザーメン飲散歩 工藤ララ 逢見リカ（8月9日、ダスッ!）
- 私のオッパイはお兄ちゃんのもの 2 どんどん大きく成長するおっぱいを気にする妹。ボクは無防備な恰好でじゃれ合って当たるおっぱいが気になって仕方ない!（8月11日、アイエナジー）
- 拷問緊縛実験 十字架の上のユーフォリア 工藤ララ（8月16日、無垢）
- 妻が出張で不在の間、連れ娘に「もう射精してるってばぁ」状態でも汗だく中出し痴女られた僕 工藤ララ（8月23日、痴女ヘブン）
- 発情したメスガキ妹と近親相姦（8月26日、TMA）
- 素人女子大生ガチナンパ! うすーいラップ一枚挟んで童貞君と素股体験してみませんか? すぐに破れて生ち●ぽがズボッ! 「Hはダメっ!」と戸惑う素人娘にそのまま中出ししちゃいました! 美人のみ選りすぐり6名5時間スペシャル（8月26日、赤面女子）
- 風呂場で妹にわいせつする兄の禁断中出し近親相姦（9月5日、GLAY'z）
- 私たちは有名なアイドルになる為にお金持ちのオジサンたちのチ○ポをしゃぶって枕営業をしています。工藤ララ 唯奈みつき（9月6日、アタッカーズ）
- レズデリヘル 2022 ～レズ専門店No.1!! 人気リピートランキング嬢のコスチュームプレイただいま無料～（9月6日、U&K）
- 可愛いあの子の放課後 工藤ララ（9月13日、椿鳳院）
- ちびっこ拘束激イカセ悪徳エステ 4（9月22日、ナチュラルハイ）
- トリプルミニマムトリプルパイパン! 無邪気すぎるこどもビッチーズ。（9月22日、ひよこ）
- 田舎に帰省した日焼け姪っ子姉妹 工藤ララ 由良かな（9月23日、TMA）
- お兄ちゃんの妹観察日記 vol.1 眠らせてから好き放題いたずら・近親中出しセックス（9月23日、赤面女子）
- ナンパコ No.42（9月27日、First Star）
- 日焼け姪っ子の夏休み（9月30日、TMA）
- 大嫌いな担任に媚薬でキメセク監禁 汗だくでアクメ潮をビジャビジャ漏らす中出しおねだり性奴隷に堕ちた優等生 工藤ララ（10月4日、ワンズファクトリー）
- 寝ている女子○生の妹にイタズラしていたら逆に生ハメを求められて、もう発射しそうなのにカニばさみでロックされて逃げられずそのまま中出し! 8（10月6日、アイエナジー）
- 妹がお風呂から出たタイミングで突然の停電になりバスタオルがポロリ!! 暗闇でしがみつかれた兄は妹の裸でフル勃起状態! 恐怖と興奮で離れられなくなった二人は懐中電灯の明かりを頼りに中出し近親相姦!!（10月11日、SCOOP）
- 担任教師の僕は生徒の誘惑に負けて放課後ラブホで何度も、何度も、中出ししてしまった 皆月ひかる 工藤ララ（10月18日、MOODYZ）
- キスの練習をする姪っ子たちに濃厚ベロキスの良さを教えてあげてなし崩しで唾液まみれの接吻3P（10月20日、ナチュラルハイ）
- Aカップ貧乳パイパン美少女 工藤ララ 4時間（10月28日、I.B.WORKS）※単体ベスト
- 女子○生の皆さん! デカチン洗体してくれませんか? カチカチに反り返ったデカチンをお尻の穴から亀頭の先まで入念に泡洗い! 密着洗体でオマ○コがグショグショ赤面発情! そのまま子宮の奥まで届くデカチンで激ピス中出しセックス!!（10月28日、赤面女子）
- 娘の前で雌犬のように激しく突かれて 森沢かな 工藤ララ（11月1日、アタッカーズ）
- あなたの初ヌード撮らせてください 素人娘20人の全裸コレクション 2（11月1日、OFFICE K’S）
- 「ちゃんと勉強するからエッチなことも教えて… だって先生のことが好きなんだもん」 マジメな女子○生が家庭教師を誘惑する… イケないことだと理解しつつも我慢しきれずエッチすると「ダメダメっ抜いちゃヤダぁ～」 膣奥までカニばさみロックで何度も中出し強要する 2（11月3日、素人39）
- 制服姿の妹に欲情し強制性交する兄の禁断中出し近親相姦（11月5日、sister）
- ちっちゃな身体に似合わず性欲がすご～い強くてエッチが大好きなロ●っ娘! 小悪魔Sっ娘、半泣きドMっ娘全員中出し12人4時間（11月5日、BURST）
- 団地ふたりぼっち 妹らら 姉ちびとり パパとママがいない夜に…（11月15日、たんぽぽ/妄想族）
- お年玉3000円握りしめてお母さんの借金の身代わりに幼いマ●コを差し出す少女。 工藤ララ（12月6日、MOODYZ）
- マゾ性癖を抑えきれないミニマム変態娘 マゾ娘ララ（12月6日、グローリークエスト）
- ちっこい彼女の妹が… スカートの中でこっそり生ハメ逆NTR 彼女がいるのにドプドプ連続中出し（12月8日、ナチュラルハイ）
- 東京カウントダウン VOL.01（12月15日、ピーターズ）
- 両親の不在中に性の知識が豊富すぎる義理妹に避妊コンドームを外されてナマ中出しセックスの練習台にされたチ●ポびんびんの僕。 工藤ララ（12月20日、本中）
- 昔いたずらした少●が少し大人になって訪ねて来た… パイパン中出し映像（12月20日、姦乱者/妄想族）
- 今日、家族に売られました 性活保護の美少女 ララ 工藤ララ（12月23日、I.B.WORKS）
- 工藤ララSPECIAL BEST 4時間（12月23日、TMA）※単体ベスト
- 東京中出し部 Vol.07 8名230分（12月27日、MERCURY）※オムニバス作品
- チクビアン 5  ビンビン乳首こねくりレズ性交（12月27日、レズれ!）※オムニバス作品

- 行列が出来る中出し中毒公衆便女 濃厚オヤジの追撃種付けプレス20連発大乱交 工藤ララ（1月3日、ワンズファクトリー）
- まじりけのない無垢な純白下着を脱がす瞬間がたまらない純真美少女中出し性交4時間（1月5日、GLAY'z）※オムニバス作品
- 今からこの一家全員レイプします 文●区千●木 倉本すみれ 工藤ララ 百瀬あすか 美原すみれ（1月10日、REAL）
- SOD性科学ラボ:美乳で評判の女子社員に執拗な乳首、おっぱい.責めをしたらクリトリスやおま○こより感じてしまうほど乳首イキしてしまうのか!?（1月12日、SODクリエイト）
- 女のイキツボ直撃レズエステ5 乳首いじりとこねくり責めで拒絶しながらも絶頂をくり返す未開発のカラダ 増量スペシャル（1月12日、ナチュラルハイ）
- ちじょっころりぃためすいき 大人のくせに、メスイキしたことないのダサくない? ららとあすほーるであ～そぼっ 工藤ララ（1月17日、MOODYZ）
- 部屋投稿 お家に誰も居ない隙にこっそりパイパンJ●自画撮りオナニー（1月17日、姦乱者/妄想族）※オムニバス作品
- おとなのおじさんと 3（1月28日、ビッグモーカル）※オムニバス作品
- 工藤ララ SPECIALBEST4時間（2月5日、GLAY'z）※単体ベスト
- 寝込んでいた義妹に風邪薬と間違えて超スーパー勃起薬を●ませてしまい、まさかの痴女化! 汗ダクでチ●ポバカになるまで10発中出しさせられた僕 工藤ララ（2月28日、本中）
- 美少女ヌード観察 50人（2月28日、UMANAMI）※オムニバス作品
- 娘 (18)に○年間、精子を飲ませてます。 工藤ララ（4月4日、DEEP'S）
- ラブドールのフリをする女 ～バレドール～ 工藤ララ（6月8日、ROCKET）
- アナルのシワの数までハッキリわかる! ノーモザイク連続絶頂アナル見せオナニー 16（6月22日、アイエナジー）※オムニバス作品
- 種牛牧場を営むメスガキこじらせお嬢様を孕ませ種付けわからせレ×プ 工藤ララ（6月23日、TMA
- 午前10時 学校どうしたの… 6人の少女が体験した悲劇の快楽 4時間 3（6月24日、ビッグモーカル）
- 観光バスツアー痴漢（7月20日、ナチュラルハイ）
- ミリ女神【コスプレJ系】即ハメSEXサバイバル!! 02（7月25日、ワンすこ/妄想族）
- 誘い込み無垢なパイパン少● 強制猥褻中出し4時間（8月5日、GLAY'z）
- 発育のいい女子校生の妹から可愛らしいお願い。その条件にスク水を着させていいなりSEXで中出ししまくった。（8月8日、BAZOOKA）
- スケベ姪っ子にスカートもぐりクンニされ夫がいる至近距離でイってしまった叔母さんはレズられても拒めない 2（8月10日、ナチュラルハイ）
- 父や兄、まさか隣人までにも毎日レ●プされるパイパンロ●―タ ララ 工藤ララ（9月19日、姦乱者/妄想族）
- 女子写真部とおじさん指導員 フォトコンテスト受賞の条件は少女の身体。 柏木こなつ 工藤ララ（9月19日、無垢）
- 唾液ダラダラ! 愛液ドロドロ! 黒髪女子○生を粘着なめくじクンニで惚れさせるレズ汁痴漢 4（9月21日、ナチュラルハイ）
- 世界一、平和で幸せなずーっと見つめ合いちゅちゅタイム。ちなみに、僕は、見つめられただけでカウパーでました。（10月3日、こぐま/妄想族）
- 「ねぇパパ、ララとママのおマ〇コどっちが気持ちいい?」 工藤ララ（10月17日、ドグマ）
- （ちびっこ敏感ワレメを）媚薬オイルマッサージ 身動き出来ない固定バイブで痙攣アへ泣き拘束レ×プ（10月17日、MOODYZ）
- ちびっこ女子限定のムレムレ黒パンストJ系まんぐりイキ我慢チャレンジ! 電マ & 指マン刺激に耐えてポーズ10分間キープ出来たら100万円! 罰ゲームは連続お漏らし痙攣が止まらない敏感ワレメちゃんにデカチン激ピストン種付けプレス!（10月17日、赤面女子）
- Tanpopo SP ららちゃん7時間BEST2枚組（10月24日、たんぽぽ/妄想族）※単体ベスト
- 夜行バスで声も出せずイカされた隙に生ハメされた女はスローピストンの痺れる快感に理性を失い中出しも拒めない 女子○生限定 13 敏感乳首発情SP（10月26日、ナチュラルハイ）
- 再婚相手の連れ子の細くしなやかな身体に誘惑され、私と息子は骨抜きにされました…  工藤ララ（10月31日、テンダー）
- 「やばい! オマ●コイッちゃう!」 ロ●系女子●生15人がカメラ片手に小さな手でくちゅくちゅマジイキ連発! ちっちゃな幼穴がマン汁でびちょ濡れ! 自画撮り投稿オナニー4時間（11月5日、GLAY'z）
- 純真無垢 黒髪セーラー服パイパン美少女中出し性交4時間（11月5日、GLAY'z）
- 娘の前で雌犬のように激しく突かれて 通野未帆 工藤ララ（11月7日、アタッカーズ）
- 華奢な美白娘 神ブルマ 工藤ララ  美少女やぽっちゃり娘らにピチピチブルマ & 体操着を着せ、ハミパン、ムレムレワレメを毛穴まで見えるほどの超ドアップ接写! さらに尻コキ、着衣お漏らし放尿やブルマぶっかけ等ブルマ好きに送る完全着衣フェチAV（11月9日、親父の個撮）
- 『IKUNA＃2.0 』身長140cmGAMANKO最幼対決! 合法JIPOミニマム級女王決定戦! 「奇跡のリアル妖精 神の贈り物」工藤ららvs「魂の人生2回目感 無想転生小悪魔ガール」由良かな 絶頂決戦! いつもイキ潮まくるAVスター競演＜イキガマン狂い＞ イキガマンの果てに手にする絶頂は恍惚か! 失神か! 失禁か! 最高の絶頂女王は誰だ!（11月9日、BOTAN）※同名配信作品 (votan00037)のDVD版。
- マラ喰い童顔ナース ギアチェンジ騎乗位と緩急自在の焦らしでチ〇ポを生殺しにする逆レ〇プ（11月14日、BAZOOKA）

- ほら、その手どけて見せてごらん? つるつるパイパンワレメ近親風呂場性交4時間（1月23日、姦乱者/妄想族）
- 温泉旅行で姪っ子二人にレズられおもちゃにされた私 工藤ララ 姫野らん 佐々木咲和（1月25日、DANDY）
- 再婚相手の娘姉妹のミニスカパンチラに辛抱たまらん! 妻の目を盗んで未熟な下半身にズブズブ挿入してしもた（1月25日、SWITCH）
- 【盗撮】「あれ～? 先生… 勃ってんじゃん?」 覚えたての性知識をフル稼働させて大人をからかうマセたメスガキのパンチラ & 胸チラに勃起してしまった家庭教師のデカチ●ポ（5月14日、椿鳳院）
- とある男の秘録集 08（5月21日、ティーチャー/妄想族）
- 夏休みに預かった小さすぎる姪っ子と従順な我が娘のWパイパンを同時に堪能する中出し調教 ゆか136cm らら142cm（7月2日、DEEP'S）
- 頭がおかしい男の動画 顔面偏差値最強ミニマム童顔女編（8月6日、ティーチャー/妄想族）
- ロングスカートの中でこっそり生ハメSEX 絶対バレちゃダメな状況でイチャイチャお互い興奮して超エスカレートした密着ドキドキ隠れセックス（8月13日、椿鳳院）
- おじいちゃん子 ～孫は目に入れても痛くないが穴に入れたら気持ちいい～ パイパンララ144cm（10月5日、GLAY'z）
- 「おじちゃん… これってダメな事じゃないの? 先生が言ってたよ。」 大丈夫だよ力を抜いておまたを広げてごらん。「こっこうかな?」 隣の貧乳パイパン少●は断れない女の子… ママに内緒の気持ちいいパイパン中出し性交（10月5日、GLAY'z）
- 白昼少○孕ませレ○プ（10月15日、姦乱者/妄想族）
- 工藤ララ FirstBest 5作品15SEX34発射（11月26日、本中）※単体ベスト
- 可愛い子限定!! めっちゃ気持ちがいいフェラチオ300分（12月3日、たんぽぽ/妄想族）
- キミだけに語りかけ! ロ●っ娘15人! オマ●コぴちゃぴちゃ指入れ自画撮りオナニー4時間DX vol.17（12月5日、GLAY'z）
- 濡れてテカってピッタリ密着 神競泳水着 & ジュニア水着 工藤ララ  可愛い女子の競泳水着姿をじっとりと堪能! 着替え盗撮から始まり貧乳から巨乳にパイパン、ハミ毛、ジョリワキ等のフェチ接写やローションソーププレイや競泳水着ぶっかけ等を完全着衣で楽しむAV（12月26日、親父の個撮）
- 再婚相手の連れ子 本当の君はどっちなの? 完全版270分 工藤ララ（12月31日、テンダー）

- けなげ可愛い世話好き少女が無気力おじさんの性処理お手伝いをする甘々えっちな日常 工藤ララ（1月21日、無垢）
- Aカップ貧乳パイパン美少女 工藤ララ 2  4時間（1月24日、I.B.WORKS）※単体ベスト
- 伝説の同人CG作品を映像化!! 実写版! 子産み島 前編～週7で産めるメスたち～ 天馬ゆい 弥生みづき 工藤ララ（2月4日、Fitch）
- 「おじいちゃんって… おちんちん固くなるのかなぁ～?と思って…」 好奇心旺盛な初孫禁断夜這い（2月18日、姦乱者/妄想族）
- めちゃくちゃシコれる卑猥なドスケベ肉感体位で大量中出しされビクイキ連発する可愛い素人娘15人（2月28日、赤面女子）
- 実写版! 子産み島 後編 ～週7で産めるメスたち～ 天馬ゆい 弥生みづき 工藤ララ（3月4日、Fitch）

### アダルトVR
- ヤキモチやいてしまう幼なじみの大阪っ子とある日僕たちは友達の一線を越えてしまう…（9月3日、SODクリエイト）
- 3年2組 はるちゃん 142cm ピアノレッスン中にわいせつ（11月5日、SODクリエイト）

- マンション管理人 女の子わいせつ記録（5月17日、unfinished）
- 僕は変態おじさんVR 田舎町で起こる女の子いたずら日記（7月20日、unfinished）
- 新アングル! 地面特化VR 3年2組は○ちゃん 142cm 「しゅきしゅき〜」ピアノレッスン終わりに幼な教え子とだいしゅきホールド中出し（7月29日、SODクリエイト）
- ウー○ーメイド裏バイト交渉 男の家なのに油断してお尻をこっちに向けるから、思わず後ろからハメてかわいいお顔にたっぷり精子のぶっかけトッピング♪（8月5日、SODクリエイト）
- 夏休み日焼け美少女 車内連れ去りわいせつ記録（8月31日、TMA）
- 日焼け姪っ子姉妹 4 VR（9月28日、I.B.WORKS）
- 天井特化アングルVR 〜だいしゅきだいしゅき!いちゃラブSEX〜（10月1日、KMPVR）
- 近所のおませな女の子に趣味用に借りた僕の隠れ家を占拠されたけど… だるまさん転んだをしたり、野ションを見せてもらったり、リモバイ当てゲームで盛り上がったり、ハメ比べっこもできて、とても楽しい。（10月8日、ナチュラルハイ）
- すっぴん顔面特化VR（11月1日、KMPVR）
- 舐め特化VR（12月1日、KMPVR）※オムニバス作品
- ＃兄妹あるある（妹とのエッチ体験）思春期の妹を毎日夜這いしてたらエロ衝動を抑えられなくなって近親相姦 工藤ララ（12月17日、CASANOVA）
- 一緒にオナニーしよ? 二人でした方が気持ちいいよね!（12月18日、KMPVR）※オムニバス作品

- 「おにいちゃん… エッチしてくれないとララ、他の男としちゃうんだから」犯罪級な見た目に困惑!ミニでビッチなララの超積極的な密着おねだり誘惑! 工藤ララ（1月8日、CRYSTAL VR）
- デリヘル呼んだら来たのが妻の妹!! 「一度だけ…」と試したら相性抜群セックスが癖になり家でもヤリまくってしまった。 工藤ララ（1月11日、マドンナ）
- HQ劇的超高画質 万引き女徹底制裁! 睨まれイラマ! 拘束! 恥辱責めで罪の重さを思い知らす! 工藤ララ（2月10日、ブイワンVR）
- 目を覚ましたら、姪っ子が僕のチ○ポを握りしめていて… ナマ挿入0.5秒前!! 寝たフリしてたらバレていないと思って勝手にナマ挿入 ピストン激しくなってエスカレート中出し 工藤ララ（3月17日、本中）
- おとなって、ちょっろーい♪ 従妹のメスガキ ララちゃんに完全敗北した僕の1日（3月25日、TMA）
- 身長142cmの教え子J○がロリータ痴女に大変身! 下から目線の大量淫語でイカされまくるVR!! 地下調教部屋で行われるギリギリ合法ロリSEX体験!! 工藤ララ（3月30日、ワンズファクトリー）
- 「なぁ… ちんちんってなんで硬くなってしまうん?」 大阪から遊びに来たララちゃんに性教育する夏休み（4月1日、AQUA）
- 家庭訪問に来たロリっ子先生が半泣きになるまで逆セクハラしてイジメてみた 工藤ララ（4月15日、AQUA）
- HQ劇的超高画質 リ●ンジポルノ8 最低男に脅され犯●れて…。「もう精神的にも限界なんです…許して下さい…」工藤ララ（5月11日、ブイワンVR）
- 合法ロ●ータコスプレイヤーとオフパコ性交（5月27日、TMA）
- 野外美少女わいせつ映像VR（5月30日、TMA）※オムニバス作品
- 妊娠を迫る 狂った腰振り生性交 工藤ララ（5月31日、SPICY VR）
- 大量ダダ漏れ豪快潮吹きVR（7月10日、KMPVR）※オムニバス作品
- 『ザ～コ! 雑魚チ●ポ』 超おチビ嬢にザコキャラ認定されてしまう悪魔っ子club 工藤ララ（7月17日、KMPVR-彩-）
- 教え子マセガキに誘惑される家庭教師の僕（8月31日、TMA）
- 日焼け姪っ子の夏休み（9月30日、TMA）
- 初体験がまさかの親子丼!! フェロモンだだ漏れ性教育ママ × エッチしたがりロリ彼女 童貞の僕がいきなりセックス玄人になった気分を味わえる凄テク骨抜き筆おろし体験 工藤ララ 田中なな実（10月12日、kawaii*）
- 美少女を狙った公衆トイレ待ち伏せこじ開けレイプ（10月28日、TMA）

- 種牛牧場を営む生意気メスガキお嬢様を絶倫チ●ポでわからせる!! 工藤ララ（5月31日、TMA）
- 3匹の肉食ウサギに囲まれ永久射精させられるぴょんぴょん飛び跳ね騎乗位ハーレムバニーランドVR 木下ひまり 工藤ララ 美澄玲衣（6月15日、kawaii*）
- 悪徳医師がビンカン乳首J○にイタズラしまくる健康診断VR 工藤ララ（7月26日、レゾレボVR）
- VR異世界モンスター転生 転生したら絶倫オークだったので、捕まえてきたロリエルフを、腹ボテ精子タンクになるまで犯し尽くす 工藤ララ（9月14日、SODクリエイト）
- VRメスガキ睡眠姦調教 クソガキ・マセガキ・メスガキの呼び名に相応しい生意気妹を、寝ている間に無茶苦茶調教。常に発情して快感を求めるエロガキが誕生するまで。 工藤ララ（10月9日、SODクリエイト）
- 工藤ララ VR BEST（12月31日、TMA）※単体ベスト

- MOODYZ VR 7周年記念作品!! 卒業までの半年間…美少女J○3人に告白されて迫られ続ける青春学園生活VR!! 8K高画質でキラキラしすぎの学園時代にバーチャルタイムスリップ!! 工藤ララ 沙月恵奈 横宮七海（6月7日、MOODYZ）

### アダルト配信
- エモい女の子/恥じらいAV出演(デビュー)/ホンマもん天使ちゃん/Cカップ/低身長142cm/現役音大生/はるちゃん(19)（6月11日、SODクリエイト）
- エモい女の子/入念なオイルマッサージ(手マン)/初巨根セックス/Cカップ/低身長142cm/現役音大生/はるちゃん(19)（6月30日、SODクリエイト）
- エモい女の子/初ハメ撮り/浪花のエンジェル/大阪弁/Cカップ/低身長142cm/現役音大生/はるちゃん(19)/スポーツカーに乗りたいゾ!（8月26日、SODクリエイト）
- エモい女の子/拘束具×アイマスク調教/おもちゃ責め/低身長142cm/大阪弁/はるちゃん(20)（9月16日、SODクリエイト）
- エモい女の子/いいなりイカセ温泉/館内リモコンローター調教/露天風呂SEX/低身長142cm/大阪弁/はるちゃん(20)（10月14日、SODクリエイト）
- エモい女の子/いいなりイカセ温泉/泥酔性交/女体盛り/ワレメ酒/低身長142cm/大阪弁/はるちゃん(20)（10月28日、SODクリエイト）
- エモい女の子/初めての中出し/ゴムなし生エッチ♡/学生服/トイレでこっそりオナニー/低身長142cm/はるちゃん(20)（11月6日、SODクリエイト）
- エモい女の子/ボクになついている近所のはるちゃん/赤ちゃんデキてもいいから膣内で出しちゃお♪/ミニ身長142cm/はるちゃん（11月25日、SODクリエイト）
- はる（12月2日、「イマジン」）

- 《特典有》【電車痴漢】★推定130cm台!犯○級のロリJKに極太イボバイブをブチ込む極悪映像★スポブラ綿パン奪って鬼畜の睡○姦（5月21日、ゆず故障）
- らら（7月7日、素人ムクムク）
- ララ（9月14日、えちえち素人）
- らら（9月22日、素人おかしや）
- るる（10月1日、マジックミラー号ハードボイルド）
- JK①妹 家庭内盗撮12日分 みん学習・自慰・お風呂・着替え等（10月13日、スッパイカム）
- ララ（10月15日、あの素人娘のエッチの仕方を公開します。）
- JK①妹 家庭内 深夜2時過ぎ 大量膣出し→顔射【前回は家庭内盗撮】（10月20日、スッパイカム）
- らら（11月12日、俺の素人-Z-）
- らら（11月13日、おっぱいちゃん）
- ララ（11月26日、日払いちゃん）
- ららちゃん（12月17日、ホームメイド）

- この娘の中に出した 4 工藤ララ（1月1日、ときわ映像）
- ホームステイに来た黒人に、小さな体を固定されて敏感マ○コの奥(子宮)をガン突きされまくった少女。（1月13日、ひよこ）
- この娘の中に出した 7 工藤ララ（1月15日、ときわ映像）
- ララ 2（2月10日、あの素人娘のエッチの仕方を公開します。）
- らら（2月22日、パコられ美少女）
- らら 2（3月25日、おっぱいちゃん）
- らら（3月25日、素人参加バラエティ）
- AIドールにコントロールされた女学生 工藤ララ（3月31日、エチケット）
- せいら（4月10日、＃放課後ラブホ）
- ララchan（6月7日、素人まっちんぐ）
- ララ 3（6月15日、あの素人娘のエッチの仕方を公開します。）
- くららちゃん（6月21日、武装カノジョ）
- (仮) 暗黒002さん（6月24日、暗黒）
- Клара (くらら)（7月5日、武装カノジョ）
- 保育士Tさん（7月20日、恋愛カノジョ）
- ゆか（7月21日、素人参加バラエティ）
- 久美子 & こころ（8月11日、素人参加バラエティ）
- ららさん（8月17日、俺の素人-Z-）
- らら（9月18日、ゲリラ）
- ららちゃん（10月16日、俺の素人-Z-）
- 【中出し追跡24時】非モテ男性から金銭を巻き上げるイタダキ女子を中出し成敗!! 性悪小悪魔が巨根に鬼イキ絶頂!!!【case:08 イタダキ女子】ニコ（10月10日、黒船）
- ララちゃん（11月1日、素人ペイペイ）
- ノン 童顔美少女の圧巻手コキで男潮ビッシャー!! ロリコン歓喜のビジュアルとテクでオジサンを悩殺するコンカフェ嬢とのパパ活記録（11月20日、黒船）
- こころ（11月26日、アシグモ）

- LALA（1月20日、御茶ノ水素人研究所）
- LALA（4月22日、俺の素人-Z-）
- ららちゃん（5月30日、ゲリラ）
- 『IKUNA#2.0 』身長140cmGAMANKO最幼対決! 合法JIPOミニマム級女王決定戦! 「奇跡のリアル妖精 神の贈り物」 工藤らら vs「魂の人生2回目感 無想転生小悪魔ガール」由良かな 絶頂決戦! いつもイキ潮まくるAVスター競演＜イキガマン狂い＞ イキガマンの果てに手にする絶頂は恍惚か! 失神か! 失禁か! 最高の絶頂女王は誰だ!（6月2日、BOTAN）
- ララ（6月15日、御茶ノ水素人研究所）
- ららちゃん (ore944)（8月1日、俺の素人）
- Rさん (ore964)（10月18日、俺の素人）

- （仮）暗黒091さん (ankk091)（1月12日、暗黒）
- URA (anks012)（2月24日、暗黒）
- 【処女貫通中出し】モジモジ恥ずかしがっている姿が超キュート! 妖精みたいに可愛い系の青春あまあまラブラブSEX!! らん 19歳（5月21日、黒船）
- らら (sika384)（6月27日、白完素人）
- ララ (yose028)（11月6日、妖精ムックムック）
- ララ (yose030)（11月16日、妖精ムックムック）
- ららちゃん (smuh042)（12月17日、素人ムクムク-痴-）
- 生意気 / 可愛いからって調子に乗るな。 同志 040 (bskc066)（12月20日、アシグモ）

### イメージDVD
2022年
- 無防備すぎる妹とひとつ屋根の下（5月27日、スパイスビジュアル）
- nudie 工藤ララ（7月27日、スパイスビジュアル）

2024年
- 妹の裸を見てしまった兄の妄想が爆発し生々しい全裸のカラダを悪戯しまくった件 2（5月29日、スパイスビジュアル）

## 書籍・出版物

### デジタル写真集
- 洋服のない音楽会（2020年8月31日、小学館、撮影:佐藤裕之）
- 娘に喰わせてもらってます。（2021年8月20日、WAAP photo）
- 遠い異国の置屋美少女 貧乳・無毛マ●コに魅せられて…大人たちに可愛がられる…（2021年10月7日、ぽかぽか）
- 142cm工藤ララ 拘束×スク水×ハードプレイ 裏切りに天使は更に堕ちていく（2022年4月1日、ぽかぽか）
- みんなあつまれ MOODYZキャンペーン2022 Special Photo Book（2022年11月4日、FANZA BEAUTY COLLECTION）- AVメーカー「MOODYZ」出演女優32名の撮り下ろし写真を収録したデジタル写真集。

### 雑誌
- 週刊ポスト 2020年9月11日号（小学館）- 袋とじ「東京藝術大学の現役大学生が脱いだ!」
- 月刊FANZA 2022年1月号（ジーオーティー） - インタビュー「ど〜しても彼女の魅力を伝えたいインタビュー」
- 実話BUNKA超タブー 2022年4月号（コアマガジン） - 袋とじ「工藤ララ 本人が教えるお漏らしオムツAVのヌキどころ」
- 実話BUNKA超タブー 2022年5月号（コアマガジン）- 袋とじ「工藤ララ 本人が教えるお漏らしオムツAVのヌキどころ」

## 出演

### ポッドキャスト
- She is the subject of the English-language Kudou Lala Land Podcast.

### ラジオ
- ラジオのアナ〜ラジアナ/深夜3時のヒロイン（2022年7月28日、8月4日、FM NACK5）

### ネット配信
- 【ドッキリ】ジュニアアイドルとクイズ対決したら下ネタ回答連発!?＜工藤ララさんゲスト出演＞（2021年10月1日、42R-フォーツーレンジャー/YouTube）[15]

### イベント
- 第12回アニクラTMA AV女優と逢えるアニソン & J-POPイベント 4年ぶりの返り咲き『復活響宴』（2023年9月29日、東京・新宿ロフト）[16]